# Anglian (motorfietsmerk)
Anglian is een historisch Brits merk van motorfietsen.
De bedrijfsnaam was: Anglian Motor Co., Beccles, Suffolk.
Toen de Anglian Motor Co. in 1903 motorfietsen ging produceren was de Britse industrie nog grotendeels afhankelijk van inbouwmotoren van het Europese vasteland. Daarom gebruikte men motoren van De Dion-Bouton, Fafnir en Saroléa. Wél Brits waren de motoren van MMC, maar dat waren toen nog in licentie geproduceerde De-Dion-motoren. Later werden ook eigen 2½pk-blokken gemaakt, maar voor de zwaardere modellen werden Britse JAP- en Blumfield-V-twins ingekocht. De productie eindigde in 1912.